# Nicholas Winton

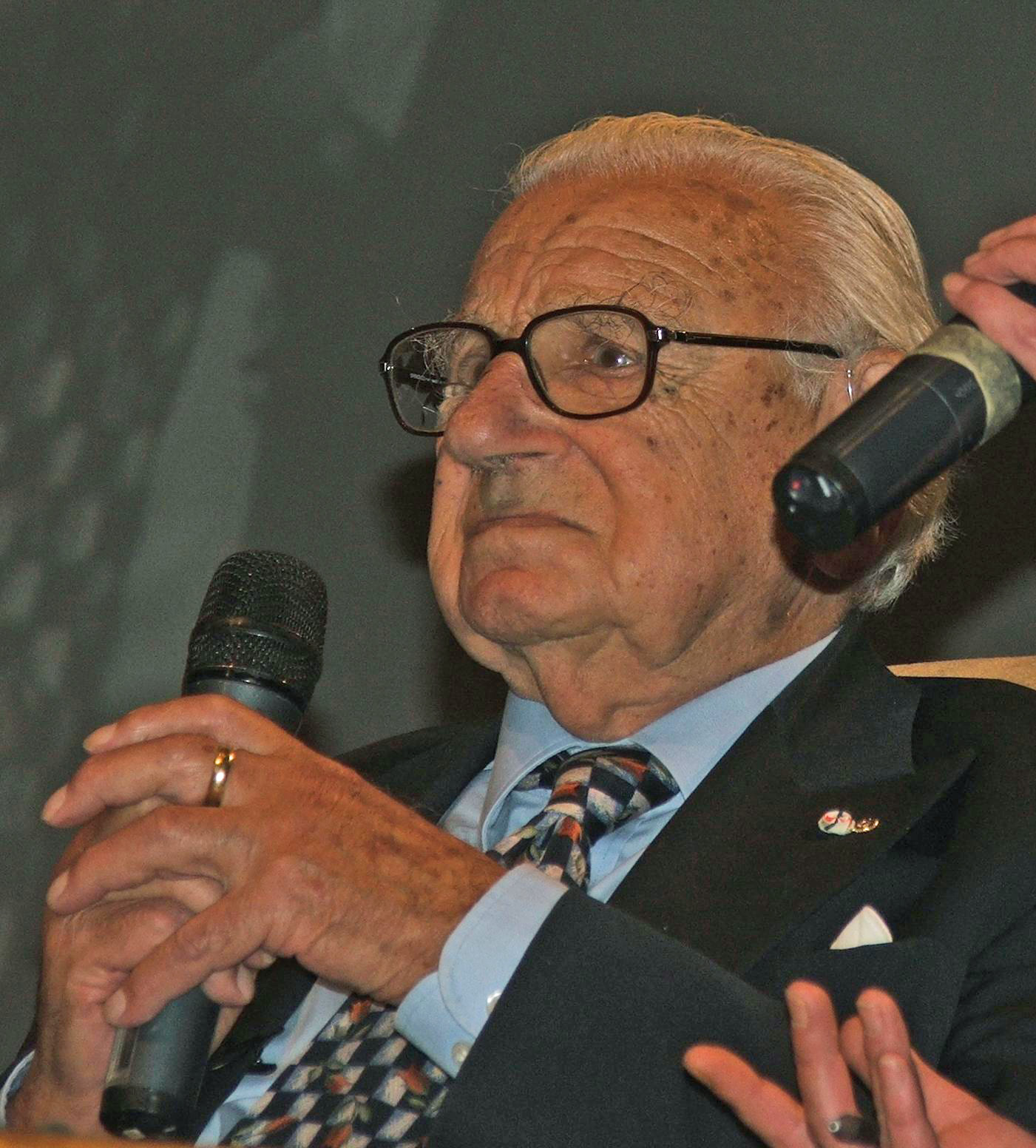
Nicholas Winton in Prag im Oktober 2007

Sir Nicholas George Winton MBE (* 19. Mai 1909 in London; † 1. Juli 2015 in Slough, Berkshire) war ein Brite, der kurz vor Beginn des Zweiten Weltkriegs die Rettung von 669 Kindern jüdischen Glaubens oder jüdischer Herkunft aus der Tschechoslowakei vor dem Holocaust organisierte; der Großteil davon waren Kinder aus Familien jüdischer Flüchtlinge aus Deutschland und Österreich, die in der Tschechoslowakei Asyl bekommen hatten. Diese Aktion wurde als tschechischer Kindertransport bekannt. Winton, der selbst jüdischer Abstammung war, wurde häufig als „britischer Schindler“ bezeichnet, was ihm selbst aber nicht zusagte.

## Leben
Nicholas Winton war das Kind von Rudolf Wertheim und Barbara Wertheim, geborene Wertheimer, vom Judentum zum Christentum konvertierten Deutschen, die 1907 nach England ausgewandert waren. Am 29. Juli 1915, also während des Ersten Weltkrieges, änderte die Familie ihren Namen zum englisch klingenden Namen Wortham. Nach dem Tod des Vaters am 6. Juli 1937 ließen sie ihren Namen 1938 erneut ändern, von Wortham zu Winton. Nach Schulbesuch und Banklehre arbeitete Nicholas Winton bei Banken in England, Hamburg (L. Behrens & Söhne), Berlin (Deutsche Bank unter Oscar Wassermann) und ab 1931 bei der Banque Nationale du Crédit in Paris, die später zur BNP Paribas wurde. Nach London zurückgekehrt, arbeitete er als Broker.

### Die Rettung jüdischer Kinder
Auf Einladung von Freunden besuchte er, statt einen Skiurlaub in der Schweiz anzutreten, Weihnachten 1938 Prag, das nach der Sudetenkrise und der Besetzung des Sudetenlandes nach dem Münchner Abkommen von Flüchtlingen überlaufen wurde. Durch seine eigene Herkunft sensibilisiert, versuchte er zu helfen und nach seiner Rückkehr in London die Einreise wenigstens von Kindern zu organisieren. Diese war nach den Novemberpogromen möglich durch ein britisches Gesetz für Kinder unter 17 Jahren (Refugee Children Movement). Das gelang ihm durch Helfer in Prag und in Großbritannien, durch Finden von Adoptiveltern, Spendensammeln für Visa, Kautionen und Reisekosten. Der letzte Kindertransport war für den 1. September 1939 geplant. Nach Ausbruch des Krieges kam dieser Zug nicht mehr zustande. Winton, der sich auch im Alter gemeinnützig betätigte und dafür mit dem Order of the British Empire geehrt wurde, sprach jahrzehntelang nicht über seine Taten. Auch die von Winton Geretteten ahnten nichts von seinem Beitrag. Sie glaubten an eine Mitwirkung des Roten Kreuzes. Erst seine Ehefrau fand 1988 in einem Koffer auf dem Speicher des Wohnhauses entsprechendes Material und machte die Vorgänge öffentlich bekannt.

### Tod
Winton starb am 1. Juli 2015 im Alter von 106 Jahren im Wexham Park Hospital, Slough, in das er eine Woche vorher wegen Verschlechterung seines Gesundheitszustands eingeliefert worden war, wie seine Familie auf der Homepage mitteilt. Er lebte zuletzt in Maidenhead in der englischen Grafschaft Berkshire. Die Beerdigung fand – ganz im Sinne Wintons – im privaten Kreise statt.

### Familie

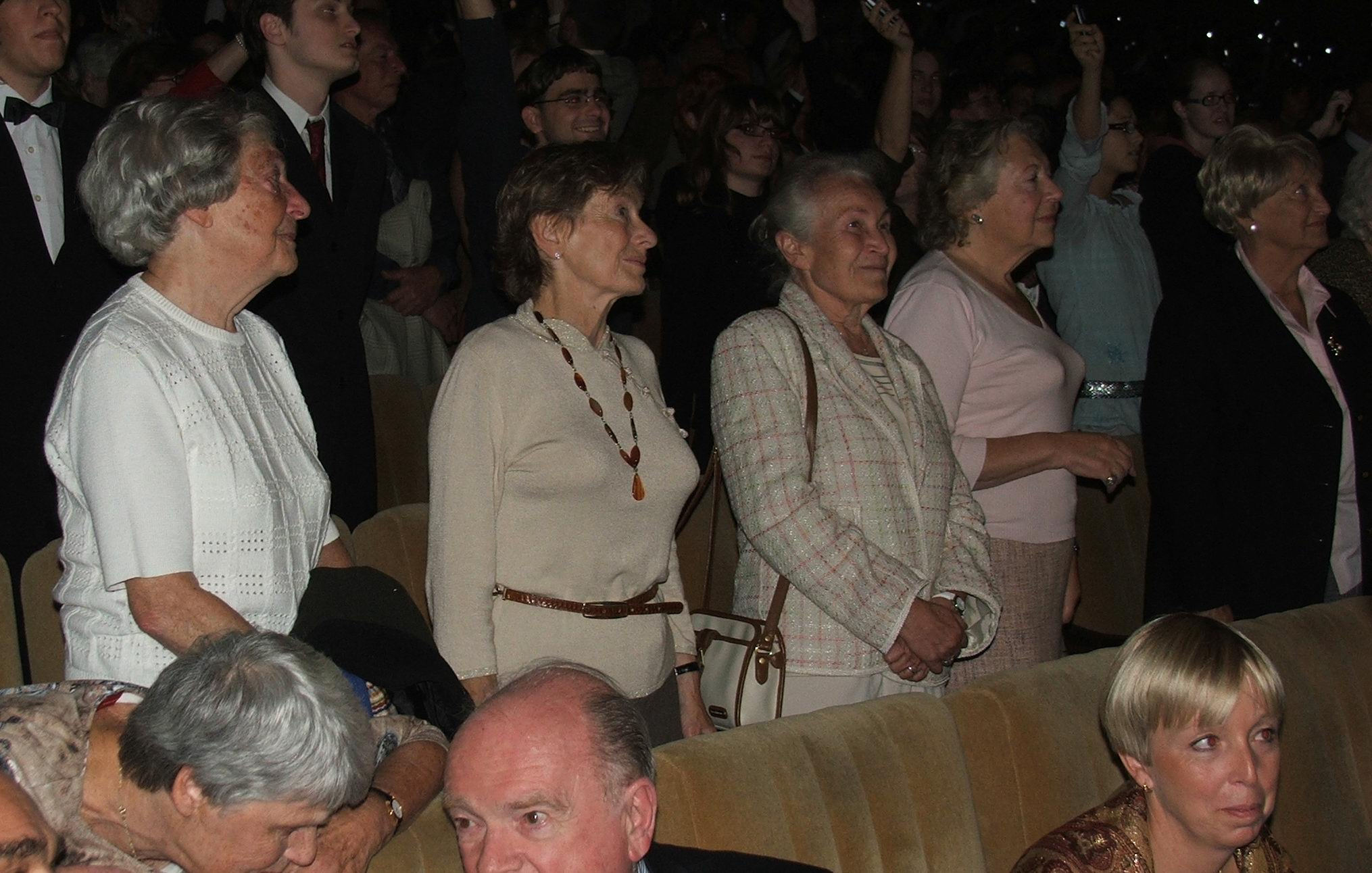
Einige „seiner“ Kinder im Jahre 2007

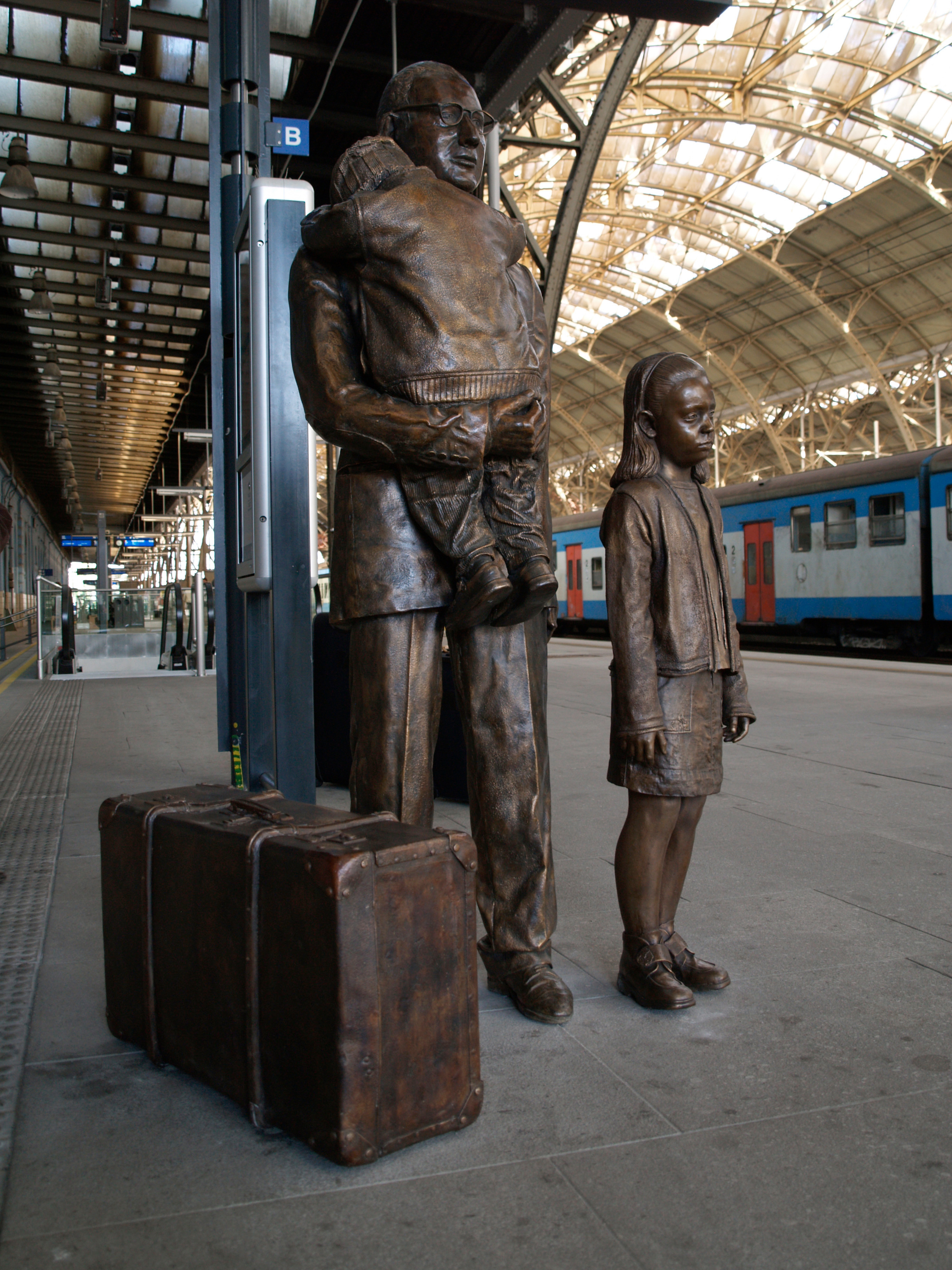
Denkmal für Winton auf dem Prager Hauptbahnhof

Nicholas Winton war von 1948 bis 1999 mit der Dänin Grete Gjelstrup (1919–1999) verheiratet. Aus der Ehe gingen zwei Söhne und eine Tochter hervor. Außerdem hatte Winton zwei Enkelkinder. 2014 verfasste die Tochter Barbara Winton die Biographie über ihren Vater If it’s Not Impossible … The Life of Sir Nicholas Winton.

## Verfilmungen
- 1997 produzierte Matej Mináč, ein slowakischer Filmemacher, den Spielfilm All My Loved Ones, an dessen Ende eine Szene mit Winton zu sehen ist. Diese Szene hatte eine solch starke Wirkung, dass Mináč sich entschloss, einen Dokumentarfilm über Wintons Leben zu drehen: Nicholas Winton – The Power of Good.[11] Der Film gewann 2002 den Internationalen Emmy-Award in der Kategorie Dokumentarfilm. 2001 besuchten Charles und Rita Gelman aus Ann Arbor (Michigan, Vereinigte Staaten) kurz nach dem 11. September die Tschechische Republik. Dort trafen sie auch Matej Mináč und sahen den Film. Danach waren die Gelmans von dem Gedanken überzeugt, dass diesen Film jeder amerikanische Schüler sehen sollte. Heute verleiht die „Gelman Educational Foundation“ diesen Film kostenlos an Lehrer in ganz Nordamerika.
- 2011 erschien der Film Sir Nicky – Held wider Willen, im Original Nicky’s Family.[12] Für diesem Dokumentarfilm führte Matej Mináč ebenfalls Regie.
- Der Film One Life mit Anthony Hopkins wurde beim Toronto International Film Festival 2023 uraufgeführt.

## Petitionen für den Nobelpreis
Durch die Initiative tschechischer Schüler entstand eine Petition, in der Gymnasiasten und Mittelschüler die entsprechenden Gremien des norwegischen Parlaments aufforderten, Nicholas Winton für seine Verdienste den Friedensnobelpreis zu verleihen. Zum 9. Oktober 2007 hatte die Petition 32.233 Unterschriften. 2011 und 2013 fanden abermals Petitionen statt. 2013 unterschrieben 212.000 Menschen die Petition. Eine Zählung vom 14. Juli 2014 kommt sogar auf 281.012 Unterschriften. Winton war 2008, 2011 und 2013 für den Friedensnobelpreis nominiert, erhielt ihn jedoch nicht.

## Ehrungen
Nicholas Winton wohnte in Maidenhead, England. Er wurde 1983 wegen seiner karitativen Arbeit für Ältere in den Order of the British Empire aufgenommen, vor allem aufgrund der Gründung der Abbeyfield-Häuser. In Tschechien wurde er mit dem Freiheitspreis der Hauptstadt Prag ausgezeichnet. Am 28. Oktober 1998 erhielt Winton aus den Händen des Staatspräsidenten Václav Havel den Masaryk-Orden. Am 5. Juli 2001 wurde ein Asteroid nach Winton benannt: (19384) Winton. Im Dezember 2002 wurde Winton von Königin Elisabeth II. für seine Verdienste um die Menschlichkeit zum Ritter geschlagen. Am 28. Oktober 2014 wurde ihm von Präsident Miloš Zeman der Orden des Weißen Löwen, die höchste staatliche Auszeichnung Tschechiens, verliehen. Im September 2024 wurde eine Straße in Prag-Bubny nach Winton benannt.
Im Alter von 100 Jahren erlebte Nicholas Winton die Gedenkfeier in London, wo 70 Jahre zuvor die Kinder eingetroffen waren. Am 4. September 2009 fuhr der historische Zug „The Winton Train“, in dem einige der Holocaust-Überlebenden saßen, im Bahnhof Liverpool Street ein. Sie und ihre Kinder und Kindeskinder dankten Nicholas Winton persönlich.
Die Beth Emeth Bais Yehuda Synagogue in Toronto ehrte Winton im Mai 2010 mit der Auszeichnung „Yakir Hakahal“ (Ein besonders wertvoller Mensch für die Gemeinschaft). Altersbedingt nahm sein Sohn den Preis entgegen.

## Trivia
Die Einheit 669 der Israelischen Luftwaffe (nach der Anzahl der von Winton geretteten jüdischen Kinder) – stationiert auf den Militärflugplätzen Tel Nof und Palmachim – ist mit ihren Hubschraubern dafür verantwortlich, abgestürzte Piloten und andere israelische Staatsbürger zu retten.